# Gamkalley Golley
Gamkalley Golley (auch: Gamkalé Golé, Gamkalé Gollé, Gamkallé Gollèye) ist ein Stadtviertel (französisch: quartier) im Arrondissement Niamey IV der Stadt Niamey in Niger.

## Geographie

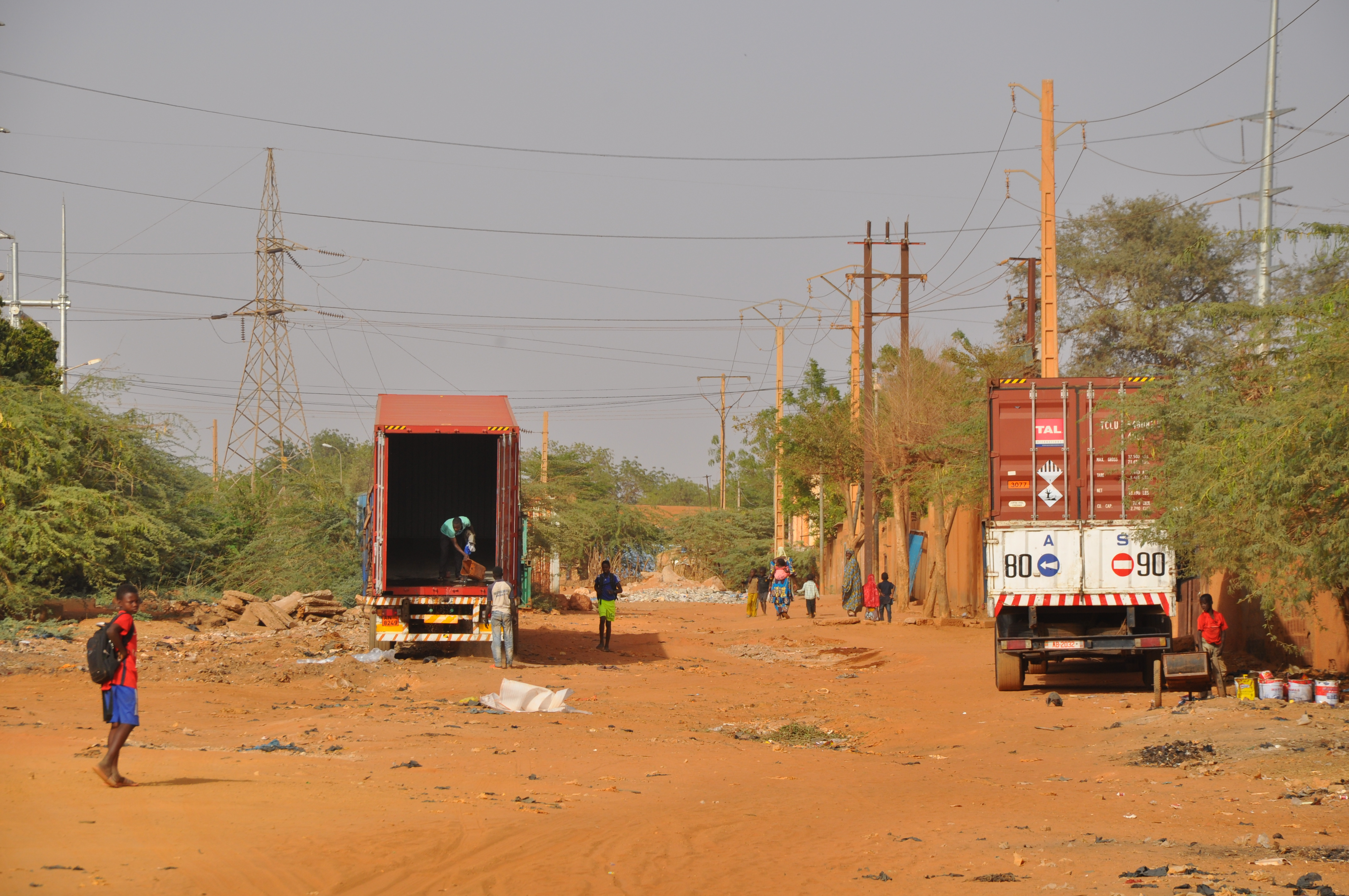
Avenue d’Akokan im Industriegebiet von Gamkalley Golley (2019)

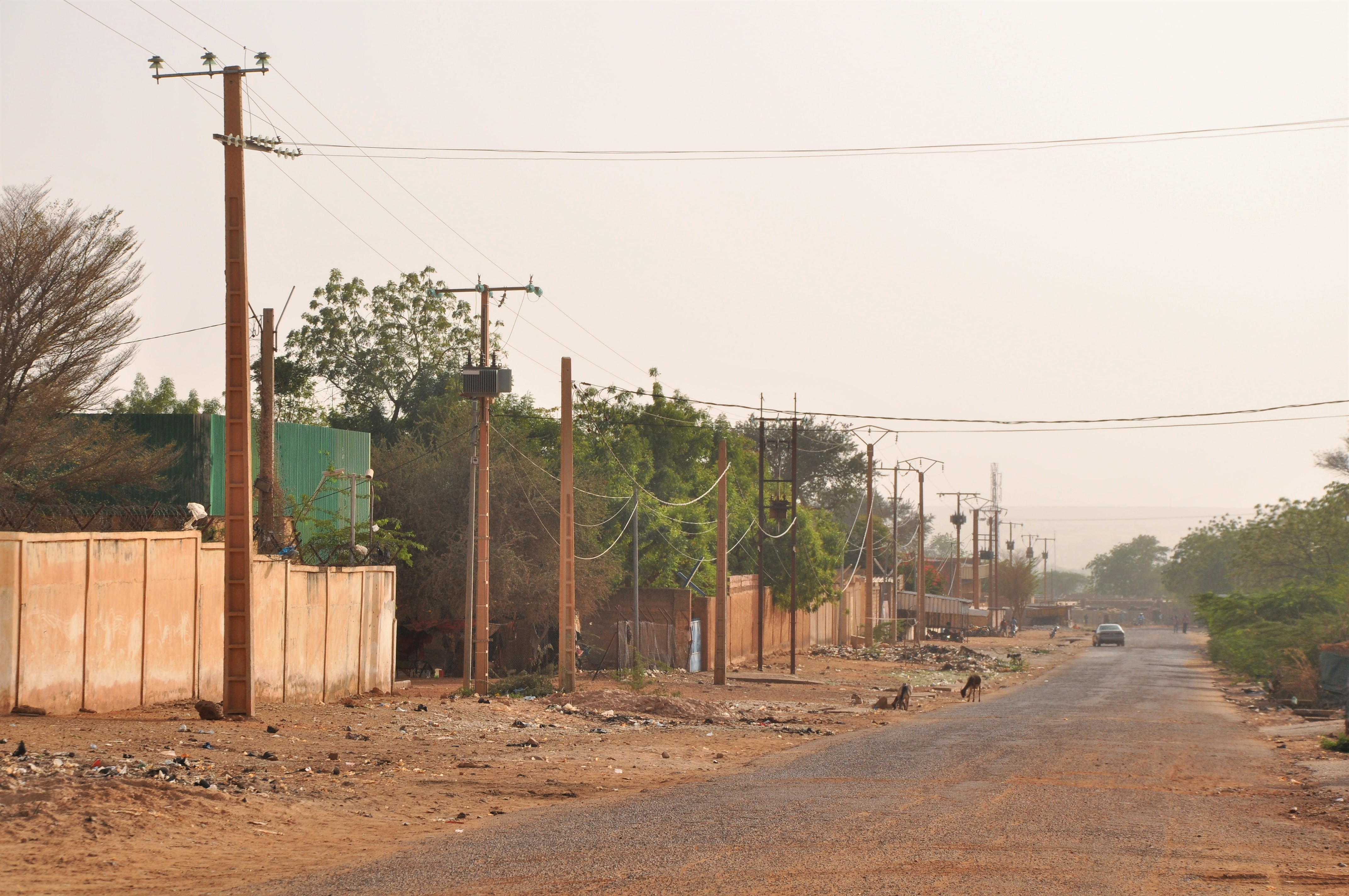
Avenue d’Arlit im Industriegebiet von Gamkalley Golley (2019)

Gamkalley Golley bildet zusammen mit dem nordwestlich angrenzenden Stadtviertel Gamkalley Sébanguey den Stadtteil Gamkalley am Strom Niger im Süden Niameys. Die Grenze zwischen den beiden Stadtvierteln wird von der Laterit-Straße Avenue de Gamkallé gebildet. Weitere wichtige asphaltierte Straßen in Gamkalley Golley sind die Avenue de l’Afrique zwischen dem Zentrum vom Niamey und der Stadt Kollo, die Avenue du Progrès als Seitenstraße der Nationalstraße 1, die hier den Namen Boulevard du 15 Avril trägt, sowie die Avenue des Officiers als Grenze zwischen dem Wohngebiet und dem weitläufigen Industriegebiet des Stadtviertels. Das Standardschema für Straßennamen in Gamkalley Golley ist Rue GK 1 im Wohngebiet und Rue ZI 1 im Industriegebiet. Dabei folgt auf das französische Rue für Straße das Kürzel GK für Gamkalley beziehungsweise ZI für Zone industrielle (Industriegebiet) und zuletzt eine Nummer. Dies geht auf ein Projekt zur Straßenbenennung in Niamey aus dem Jahr 2002 zurück, bei dem die Stadt in 44 Zonen mit jeweils eigenen Buchstabenkürzeln eingeteilt wurde.
Das Wohngebiet erstreckt sich über eine Fläche von etwa 38 Hektar und die Industriezone über eine Fläche von etwa 304 Hektar. Das Stadtviertel liegt großteils in einem Tafelland mit einer weniger als 2,5 Meter tiefen Sandschicht. Der Boden im Norden ist stark eisenhaltig, wodurch keine Einsickerung möglich ist. Gleiches gilt für die Uferzone am Fluss, wo es einen Alluvialboden mit einem hohen Grundwasserspiegel gibt. Südlich von Gamkalley Golley befindet sich der Stadtteil Saga, östlich der Stadtteil Pays Bas. Im Norden, jenseits des Boulevard du 15 Avril, liegen das Stadtviertel Cité Fayçal und die Rennbahn Hippodrome.

## Geschichte
Gamkalley Golley wurde im 16. oder 17. Jahrhundert gegründet. Der lokalen Überlieferung zufolge flüchtete ein Mitglied der Zarma-Untergruppe Golley nach einem Konflikt mit Tuareg zum Herrscher von Goudel, der ihm Land neben dem kurz zuvor gegründeten Gamkalley Sébanguey zuwies, wodurch Gamkalley Golley entstand. Beide Siedlungen hatten jahrhundertelang einen gemeinsamen Ortsvorsteher, den maigari von Gamkalley, der aus dem größeren Gamkalley Sébanguey stammte. Bei den Wahlen zu einem neuen maigari im Jahr 1924 oder 1925 stellten sich zwei rivalisierende Söhne des verstorbenen Ortsvorstehers aus Gamkalley Sébanguey zur Wahl, was zur Folge hatte, dass der einzige Kandidat aus Gamkalley Golley die relative Mehrheit gewann. Er blieb jahrzehntelang im Amt. Die Spaltung zwischen den beiden Ortsteilen zeigte sich auch beim Verfassungsreferendum von 1958, als die Bevölkerung von Gamkalley Golley die siegreiche Nigrische Fortschrittspartei unterstützte, während die Einwohner von Gamkalley Sébanguey aufseiten der konkurrierenden Partei Sawaba standen. Schließlich erhielten beide Siedlungen jeweils eigene Ortsvorsteher und die Konflikte wurden beigelegt. Im Jahr 1977 wurde das Industriegebiet von Gamkalley Golley geschaffen.

## Bevölkerung
Bei der Volkszählung 2012 hatte Gamkalley Golley 6863 Einwohner, die in 1135 Haushalten lebten. Bei der Volkszählung 2001 betrug die Einwohnerzahl 19.104 in 2953 Haushalten und bei der Volkszählung 1988 belief sich die Einwohnerzahl auf 6343 in 1100 Haushalten.